# 塞勒姆鎮區 (北卡羅萊納州格蘭維爾縣)
塞勒姆鎮區（英語：Salem Township）是位於美國北卡羅萊納州格蘭維爾縣的一個鎮區。

## 地方資料
塞勒姆鎮區的面積為74.33平方千米，皆為陸地。根據2020年美國人口普查的數據，當地共有人口1547人，而人口密度為每平方千米20.81人。